# Catarina Ykens (1608)
Catarina Ykens (* um 1608 vermutlich in Gent; † nach 1665) war eine flämische Malerin von Stillleben.

## Leben und Werk

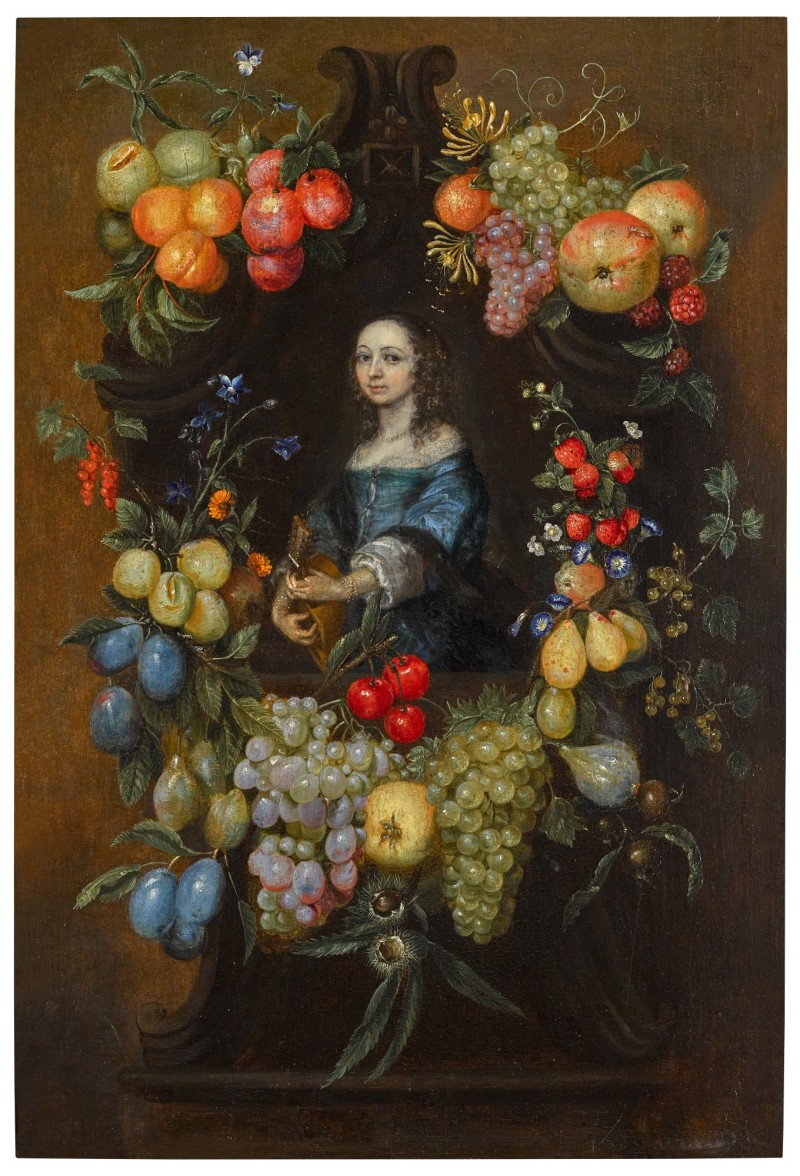
Früchte und Blumen um ein Damenporträt, sign., 40,5 × 27,7 cm. Das Porträt malte ein anderer Maler.

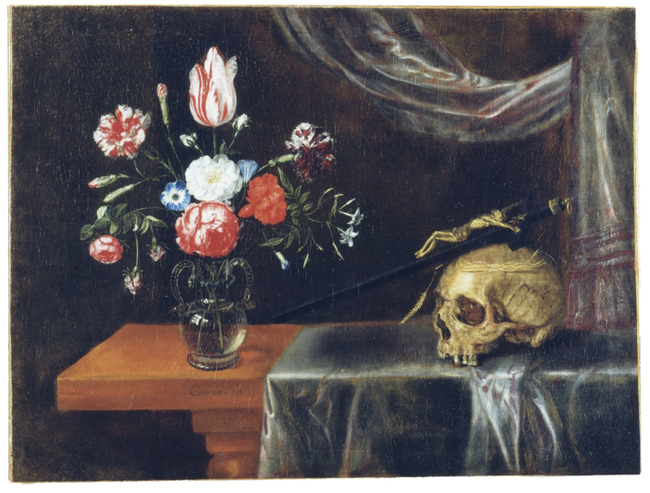
Stillleben mit Blumenvase, Totenkopf und Kruzifix, sign. 48,5 × 64 cm, Privatsammlung (?)

Catarina Floquet wurde Anfang des 17. Jahrhunderts vermutlich in Gent, wie auch ihre Brüder, geboren. Ihre Eltern stammten aus Antwerpen und ihr Vater war der Maler Lucas Floquet (1578–1635), ihre Mutter Johanna Leeuwaerts († 1638). Auch ihre Brüder, Lucas Floquet, Simon Floquet und Pauwel Floquet waren Maler, ihre Schwester Joanna Floquet war mit einem Maler verheiratet. Catarina Floquet heiratete am 27. Februar 1635 in Antwerpen den Maler Frans Ykens, am selben Tag heiratete ihre Schwester Joanna den Landschaftsmaler Pieter Tassaert. Catarina Ykens hatte zwei Söhne, Frans, getauft am 24. Dezember 1635 und Simon getauft am 13. August 1644.
Es sind nur wenige Werke von Catarina Ykens bekannt, sie malte Blumenstillleben im Stil ihres Mannes Frans Ykens und zudem gab es eine zweite Malerin gleichen Namens, ihre Nichte Catarina Ykens (1659–nach 1737), die Tochter von Johannes Ykens und seiner zweiten Frau, Barbara Brekevelt. Die Identität von Catarina Ykens, der Frau von Frans Ykens wird durch die Erwähnung einer Blumengirlande als „der Frau von IJkens“ in einem Antwerpener Inventar von 1661 bestätigt, deren Datierung die andere Catarina als mögliche Künstlerin ausschließt. Einige Werke, die zunächst ihrer Nichte zugeschrieben waren, stammten vermutlich eher von ihr und konnten ihr nun durch die zeitliche Entstehung zugeordnet werden.
Es ist nicht bekannt, wann Catarina Ykens starb, vermutlich nach 1665, in dem Jahr signierte sie noch ein Werk, welches ihr heute zugeschrieben wird.